# Benjamin Morrell
Benjamin Morrell (5 de julio de 1795-1839) fue un marino y explorador estadounidense. Entre 1823 y 1831 realizó cuatro viajes de relevancia, principalmente por el océano Antártico, las islas del Pacífico y las costas orientales de América. Escribió un libro de memorias sobre sus viajes titulado A Narrative of Four Voyages y, a raíz de las informaciones aportadas en esa obra, se ganó una pésima reputación como fabulador por las inexactitudes que contenía y también por la forma un tanto fantasiosa de exponer sus experiencias. Con posterioridad, se demostró que muchos de los descubrimientos geográficos sobre los que informó no existían, especialmente los realizados en la Antártida, siendo el caso más llamativo la inexistente Nueva Groenlandia del Sur.
Morrell tuvo una agitada carrera que comenzó cuando se embarcó por primera vez a la edad de 16 años. Fue capturado y encarcelado dos veces por los británicos durante la guerra anglo-estadounidense de 1812. Tras ser liberado, navegó varios años como marinero antes de ser nombrado primer oficial y más tarde capitán del Wasp, un barco de Nueva York dedicado a la caza de focas. En 1823, realizó con el Wasp un largo viaje por aguas subantárticas, y fue a partir de este primer viaje, de un total de cuatro, que comenzó a desarrollarse la controversia sobre su reputación. Muchas de las afirmaciones que hizo, como el haber sido el primero en desembarcar en la isla Bouvet y el haber navegado por el mar de Weddell hasta los 70°S, son muy dudosas. La veloz travesía de 5600 km que afirmó haber realizado por altas latitudes es totalmente improbable, y el descubrimiento de una larga costa que llamó Nueva Groenlandia del Sur, a veces denominada Tierra de Morrell, resultó ser falso. Sus tres viajes siguientes fueron menos polémicos, aunque la narración que hizo de algunos incidentes se ha considerado absurda o simple fantasía. Su falta de fiabilidad se vio agravada por la costumbre que tenía de atribuirse en sus relatos los méritos de otros.
A pesar de que fue considerado un «obstáculo para los geógrafos», Morrell fue defendido por escritores e historiadores que, al tiempo que deploraban el estilo que empleaba, encontraron explicaciones para sus dudosas reclamaciones y aceptaron que en realidad fue honrado en lo básico. Sus contemporáneos fueron menos generosos con él. Estar reputado como fabulador complicó sus intentos por continuar con su carrera tras la publicación del libro, y le resultó cada vez más difícil conseguir empleo. Se cree que murió en 1839 de una fiebre contraída en Mozambique, donde recaló al regresar de un viaje por el Pacífico.

## Infancia y juventud

Mapa de las islas Shetland del Sur, escenario de las primeras aventuras subantárticas de Morrell.

Benjamin Morrell nació en Rye, en el condado de Westchester, Nueva York, el 5 de julio de 1795. Se crio en Stonington, Connecticut, donde Benjamin, su padre, estuvo empleado en una empresa de construcción naval. Tras finalizar sus estudios primarios se fugó, con 16 años, para irse a navegar "sin tener permiso de ningún miembro de mi familia y sin decírselo a nadie". Durante la guerra anglo-estadounidense de 1812, que estalló mientras se encontraba en el mar, fue capturado dos veces por los británicos. Una cuando realizaba su primera travesía en un buque que llevaba un cargamento de harina;  el barco fue apresado por los británicos cerca de San Juan de Terranova y Morrell permaneció detenido durante ocho meses. La segunda vez fue hecho prisionero cuando el navío en el que realizaba el segundo viaje fue capturado también por los británicos, siendo internado en la prisión de Dartmoor en Inglaterra durante dos años. Después de ser liberado continuó su carrera como simple marinero, ya que la escasa educación que había recibido le supuso un obstáculo para ascender de rango. El capitán Josiah Macy se prestó a enseñarle lo que necesitaba saber para graduarse como oficial, y en 1821 fue nombrado primer oficial del Wasp, un barco dedicado a la caza de focas que estaba entonces al mando del capitán Robert Johnson.
En 1822, el Wasp zarpó rumbo a las islas Shetland del Sur, que habían sido descubiertas tres años antes por el capitán británico William Smith. Morrell, al que evidentemente le habían llegado noticias sobre esas islas, propuso ir allí, viéndose involucrado durante el viaje en una serie de "notables aventuras". Una vez estuvo muy cerca de ahogarse y, en otra ocasión, una tormenta le alejó unos 80 km del barco mientras estaba en un bote. Sus compañeros del barco pudieron localizarlo al quedar su embarcación atrapada en el hielo. Al regresar de la travesía,  un día después de atracar en Nueva York, fue nombrado capitán del Wasp, mientras que Johnson se hizo cargo de la goleta Henry. Los dos buques iniciaron juntos un viaje a los mares del sur para cazar focas, comerciar y realizar exploraciones, además de "determinar la viabilidad de poder avanzar hasta el Polo Sur y averiguar bajo qué condiciones sería posible".

## Cuatro viajes

### Primer viaje: los mares del sur y el océano Pacífico
El Wasp y el Henry zarparon de Nueva York el 21 de junio de 1822 y permanecieron juntos hasta alcanzar las islas Malvinas. Allí se separaron y el Wasp viajó hacia el este para buscar zonas donde cazar focas. La narración de Morrell sobre los siguientes meses de travesía por aguas del océano Antártico es muy controvertida. Sus informes sobre distancias recorridas, latitudes y descubrimientos han sido tachados de inexactos o imposibles, lo que dio pie a que sus contemporáneos le considerasen un fabulador, y eso provocó el ser criticado posteriormente por escritores y expertos.

#### En aguas antárticas

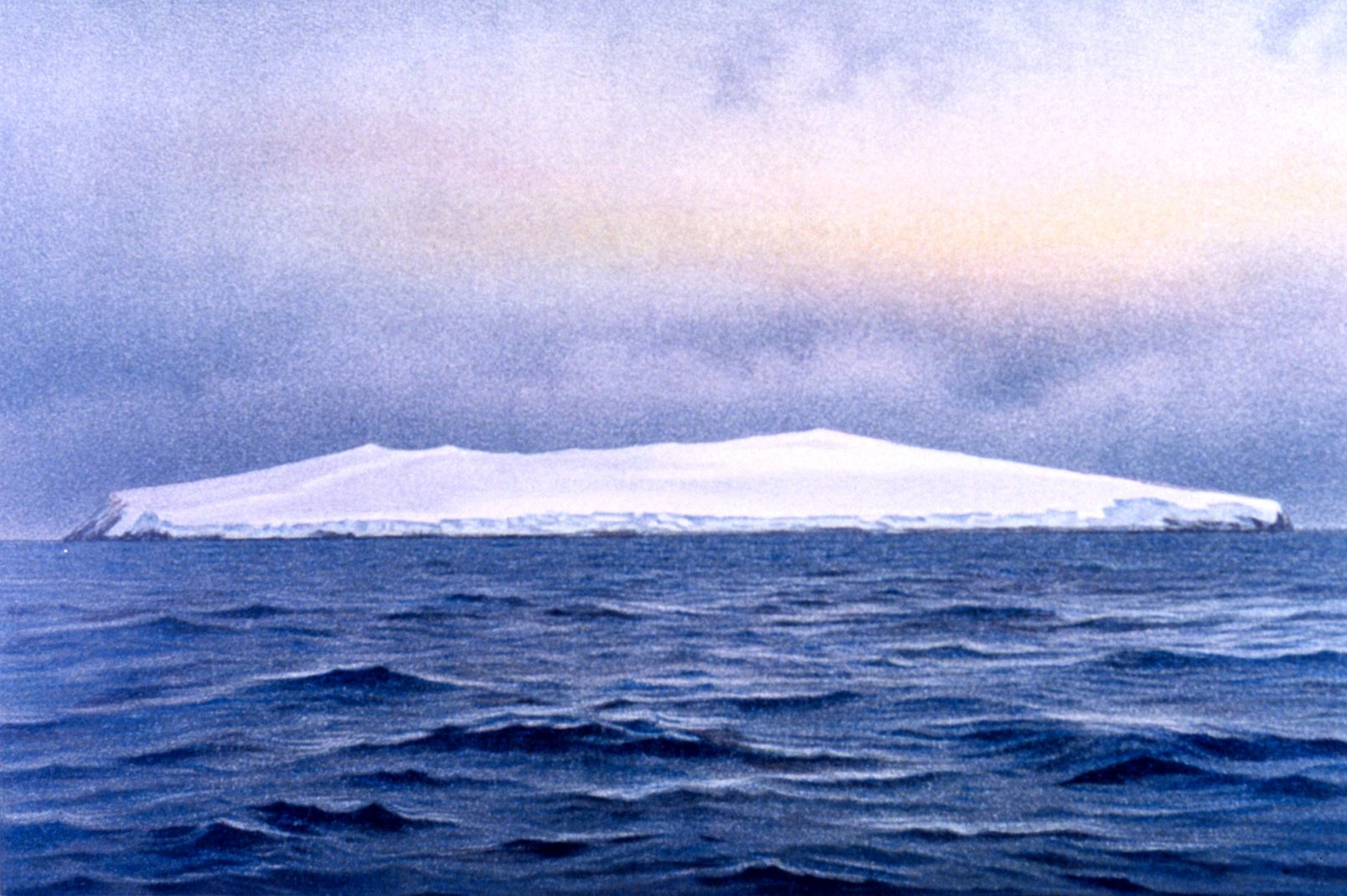
Isla Bouvet, fotografía de 1898.

En el diario de Morrell consta que el Wasp llegó a Georgia del Sur el 20 de noviembre, y luego navegó rumbo este hacia la lejana isla Bouvet, que se encuentra aproximadamente a mitad de camino entre Sudáfrica y el continente antártico y es conocida como la isla más remota del mundo. Fue descubierta en 1739 por el navegante francés Jean-Baptiste Charles Bouvet de Lozier, pero la posición que dio era inexacta. En 1772, el capitán James Cook intentó localizarla y no pudo, por lo que asumió que no existía. No fue avistada de nuevo hasta 1808, cuando el capitán y cazador de focas James Lindsay y Thomas Hopper llegaron hasta la isla y registraron su posición correcta, si bien no pudieron desembarcar. Morrell, según su propio relato, pudo encontrar la isla con facilidad —con "improbable facilidad", en palabras del historiador William Mills— después dijo que desembarcó y que lograron cazar focas en ella. En la larga descripción que dio posteriormente de la isla, Morrell no mencionó su característica más notable y evidente, que toda ella está cubierta de hielo permanentemente. Este hecho ha llevado a muchos comentaristas a dudar de que realmente hubiese visitado la isla.

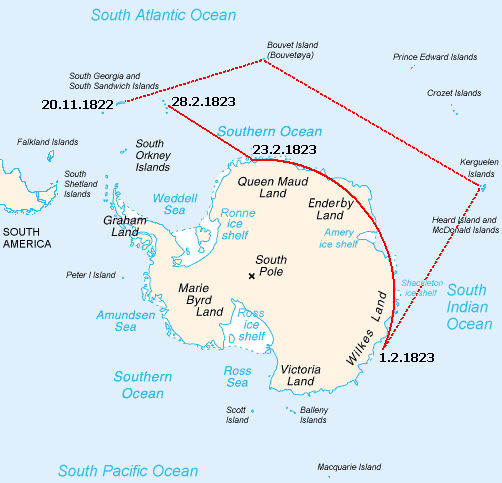
Bosquejo de la ruta seguida por el Wasp en su viaje, desde el 20 de noviembre de 1822 al 28 de febrero de 1823, basado en las posiciones indicadas por Morrell. Se observa que con esos datos gran parte del viaje de regreso (línea continua) se hizo por dentro del territorio de la Antártida.

Después de abandonar la isla Bouvet, el Wasp siguió navegando hacia el este, llegando a las islas Kerguelen el 31 de diciembre, donde permanecieron durante 11 días. El viaje se reanudó a continuación con rumbo sureste hasta el 1 de febrero de 1823 en que alcanzaron, según los datos registrados por Morrell, la posición 65°52′S, 118°27′E. Desde ese punto, Morrell dice que, aprovechando los vientos que le eran favorables, el barco navegó a once nudos durante la travesía hacia el oeste. Aparte de una posición sin fecha, 69°11′S, 48°15′E, Morrell no registró nada en el diario de a bordo hasta el 23 de febrero, cuando registra el cruce del meridiano de Greenwich (0°). Los historiadores han manifestado dudas sobre el recorrido realizado desde los 118°E, de unos 5.600 km, pues manifiestan que no se puede hacer tan rápidamente por unas aguas sembradas de hielos flotantes y contra los vientos dominantes en el área. Sin embargo, algunos autores, entre ellos el exoficial navegante de la Royal Navy, Rupert Gould, han indicado que las afirmaciones de Morrell, en cuanto a la velocidad y a la distancia recorrida en el tiempo que indica son verosímiles. Considerando las coordenadas sin fecha registradas por Morrell sobre la travesía, se comprobó más tarde que implicaban haber navegado por el interior del territorio continental de la Antártida en la zona de la Tierra de Enderby. Gould, escribió en 1928, antes de que se fijara correctamente la línea de costa de ese sector de la Antártida, que se tenía la creencia de que la Tierra de Enderby era una isla con un canal al sur de ella. Escribió: "Si en fechas próximas se descubre que la Tierra de Enderby forma parte del continente antártico, los acérrimos defensores de Morrell se verán obligados a arrojar la toalla".
Según Morrell, el Wasp alcanzó las islas Sandwich del Sur el 28 de febrero. Su presencia allí se ve corroborada por la descripción del puerto de la isla Tule, los datos sobre la isla aportados por Morrell fueron confirmados por las expediciones de principios del siglo XX. En la siguiente fase de la travesía, Morrell anotó en el cuaderno de bitácora del Wasp que puso rumbo al sur y que el mar estaba bastante libre de hielos, alcanzó la latitud 70°14′ S antes de arrumbar al norte el 14 de marzo, pues se les estaba acabando el combustible para los hornillos. Este viaje, de ser cierto, le convirtió en el primer capitán de barco estadounidense en cruzar el círculo polar antártico. Dijo que estaba convencido de que si no hubiese sido por ese problema, podría haber "hecho un glorioso avance directamente al Polo Sur, o hasta los 85°, sin la menor duda". Algunos consideran factible la afirmación de Morrell sobre el punto más al sur que alcanzó, pues esa latitud sur fue alcanzada por James Weddell siguiendo la misma ruta tan solo un mes antes. Weddell informó, al igual que Morrell, haber encontrado la ruta casi totalmente libre de hielos, llegando hasta los 74°15′ S antes de volverse. Las palabras utilizadas por Weddell para expresar su convicción de que el Polo Sur estaba en aguas abiertas son muy similares a las empleadas por Morrell, cuyo relato fue escrito nueve años después del suceso. Por ese motivo, el geógrafo Paul Simpson-Housley manifestó que Morrell pudo haber plagiado el relato de las experiencias de Weddell, y sobre todo teniendo en cuenta que ese relato se publicó en 1827.

#### Nueva Groenlandia del Sur

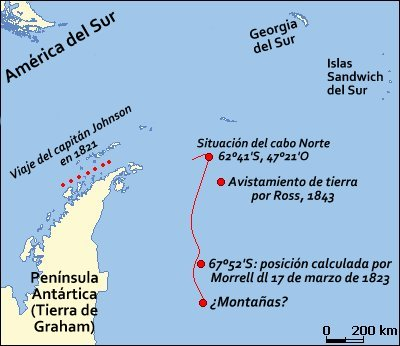
Mapa de la Antártida y la supuesta costa de Nueva Groenlandia del Sur (en rojo) según los datos aportados por Benjamin Morrell.

Morrell narró que un día después de girar hacia el norte desde el punto más meridional que alcanzaron, avistaron una gran extensión de tierra en esa zona, 67°52′N, 44°11′E. Se refiere a esta tierra como Nueva Groenlandia del Sur, y en los registros escritos de los días siguientes, consta que el Wasp exploró más de 480 km de costa. Dio vívidas descripciones sobre las características de la costa, observando que había abundante vida salvaje. En realidad no existe tal tierra, y los avistamientos realizados en la misma área durante la expedición de Sir James Clark Ross en 1842, también comprobaron que eran imaginarios. En 1917, el explorador escocés William Speirs Bruce escribió que la existencia de tierras en esta zona "no debe ser rechazada hasta que sea refutada completamente". En esa época, tanto Wilhelm Filchner como Ernest Shackleton, navegaron a la deriva atrapados en la banquisa por la zona de Nueva Groenlandia del Sur sin hallar ni la menor prueba de su existencia. Se ha sugerido que lo que vio realmente Morrell fue la costa oriental de la península Antártica, que está a unos 640 km al oeste de su avistamiento. Para ello sería necesario que hubiese cometido un error de navegación de al menos 10°, y eso implicaría que la cronología registrada por Morrell después de salir de las islas Sandwich del Sur fuese revisada por completo para que encajase con ese error de 10.º Suponiendo que Morrell no se inventase la experiencia, una posible explicación es que fue testigo de un espejismo superior.

#### Océano Pacífico y regreso
El 19 de marzo, "se despidió con tristeza de las costas de Nueva Groenlandia del Sur", y navegó alejándose de la Antártida para no volver jamás. El resto de las etapas del viaje tienen poco que reseñar, incluido el largo año que estuvieron de travesía por el océano Pacífico. En ese tiempo, el Wasp visitó las islas Galápagos y el archipiélago Juan Fernández, donde un siglo antes, el marinero escocés Alexander Selkirk vivió unos años tras haber sido abandonado, su experiencia inspiró la historia de Robinson Crusoe. El Wasp regresó a Nueva York en mayo de 1824.

### Viajes siguientes

#### Segundo viaje: Pacífico norte y sur
Para el segundo viaje, Morrell se hizo cargo de un nuevo buque, el Tartar, que zarpó de Nueva York el 19 de julio de 1824 hacia el océano Pacífico. Durante los dos años siguientes, el Tartar exploró las costas de América desde el estrecho de Magallanes hasta el cabo Blanco (en el actual estado de Oregón). A continuación, navegó hacia el oeste, a las islas Hawái, conocidas en esa época como islas Sandwich, nombre que le dio el Capitán James Cook y donde murió casi 40 años antes. Posteriormente, el Tartar regresó a las costas de América y navegó lentamente hacia el sur de vuelta al estrecho de Magallanes. 

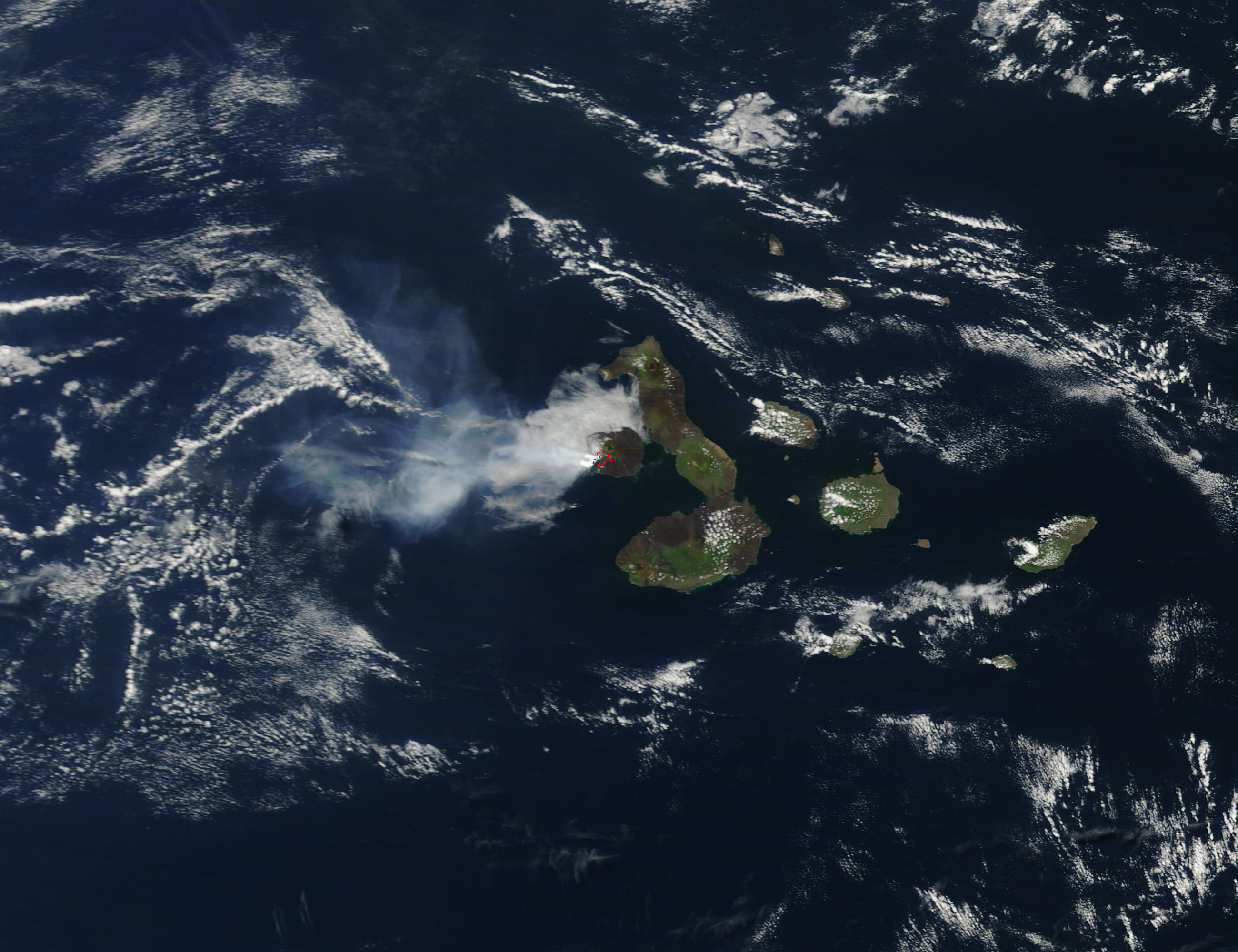
Isla Fernandina en las Galápagos, donde Morrell presenció una espectacular erupción volcánica el 14 de febrero de 1825. Fotografía del 11 de abril de 2009.

Entre los sucesos de los que fue testigo Morrell y que dejó anotados en su diario, se encuentra el sitio del Callao, principal puerto de Perú, por los libertadores de Simón Bolívar, y una espectacular erupción volcánica en la isla Fernandina en el archipiélago de las Galápagos, que visitó con el Tartar durante el mes de febrero de 1825. En la isla Fernandina, que era conocida entonces como isla Narborough, tuvo lugar una erupción volcánica explosiva el 14 de febrero. En palabras de Morrell "el cielo parecía estar en llamas, una mezcla de millones de estrellas y meteoritos caían al mar, las llamaradas disparadas hacia lo alto alcanzaron una altura de al menos 600 metros sobre la cima de Narborough". Morrell informó que la temperatura del aire llegó a 51 °C, y que el Tartar se acercó al río de lava que fluía al mar y allí la temperatura del agua se elevó a 66 °C. Algunos hombres de la tripulación se desmayaron por el calor.
En los diarios de Morrell figura también un viaje de caza por tierras de California que originó una escaramuza con los indios de la zona, llegando a convertirse en una batalla en toda regla que terminó con diecisiete nativos muertos y siete tripulantes del Tartar heridos. Dijo que él fue una de las víctimas, al recibir un flechazo en un muslo. Realizó una visita a San Francisco, sobre la que escribió: "Los habitantes son principalmente mexicanos y españoles y son muy indolentes y muy sucios". Después volvieron a visitar las islas Galápagos donde cazaron gran cantidad de focas y tortugas. El Tartar inició un lento viaje de regreso a casa el 13 de octubre de 1825. Al abandonar el Pacífico, afirmó haber inspeccionado e identificado personalmente todos y cada uno de los peligros existentes a lo largo de la costa del Pacífico de América. El Tartar llegó finalmente al puerto de Nueva York el 8 de mayo de 1826 con una importante carga de 6.000 pieles de foca peletera. No obstante, la carga no satisfizo a los armadores, que evidentemente habían esperado algo más. "La recepción que me hicieron los armadores fue fría y repulsiva", escribió. "Como el Tartar no había regresado cargado de plata y oro, los esfuerzos y peligros que corrimos no habían valido para nada".

#### Tercer viaje: costa occidental africana

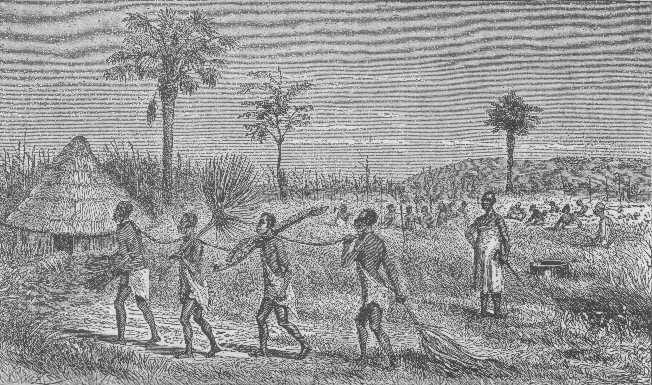
Dibujo sobre la trata de esclavos en África durante el.

Cuenta Morrell, que en 1828 fue contratado por los armadores Messrs. Christian Berg & Co. para tomar el mando de la goleta Antarctic, y afirmó que el nombre se lo dieron en honor a sus logros en la Antártida. El Antarctic zarpó de Nueva York el 25 de junio de 1828 con destino al África occidental. Durante los meses siguientes, llevó a cabo una amplia exploración de la costa africana entre el cabo de Buena Esperanza y Benguela, en Angola, y dirigió algunas breves incursiones al interior. Quedó impresionado por el potencial comercial de esta costa, escribiendo que "se pueden adquirir aquí muchos tipos de pieles, incluidas las de leopardo, zorro y de bueyes, junto con plumas de avestruz y minerales valiosos". En la isla Ichaboe descubrieron grandes depósitos de guano, dijo que de unos 8 metros de espesor. En vista de tales oportunidades escribió que estaba convencido de que con una inversión de 30.000 dólares, en dos años se podría obtener un beneficio muy elevado.
Cuenta que durante el viaje se encontró varias veces con tratantes de esclavos, la primera vez fue en las islas de Cabo Verde, entonces un importante centro del comercio de esclavos favorecido por su posición privilegiada, equidistante de Europa, África y América. Encontró a los esclavos viviendo en unas condiciones miserables, pero observó que conservaban su pasión por la música, lo que "les aliviaba los dolores causados por los mortificantes grilletes de la esclavitud". Más adelante, durante el viaje, fue testigo de lo que él describe como "horrible barbarie", destacó el espectáculo de dos esclavas que fueron flageladas hasta ocasionarles una muerte angustiosa. Dice en su diario, después de un largo soliloquio sobre los males de la esclavitud, que "la raíz, la fuente y el fundamento de esa maldad, es la ignorancia y la superstición de los propios pobres negros". Desde un punto de vista comercial, el viaje había resultado provechoso al descubrir nuevas perspectivas de negocio, por eso el 8 de junio de 1829 decidió regresar a casa. Arribó a Nueva York el 14 de julio.

#### Cuarto viaje: Mares del Sur y océano Pacífico

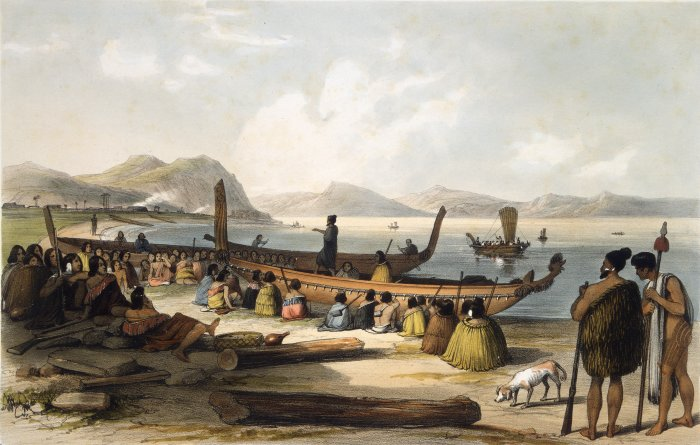
Una canoa de guerra de las islas del Pacífico, con guerreros. El grupo de Morrell se encontró canoas similares en sus enfrentamientos en aquel océano.

Su cuarto viaje se inició en septiembre de 1829 al zarpar con el Antarctic de Nueva York con destino al Pacífico. Tras insistir en su deseo, su esposa le acompañó, y al regreso se publicó un relato de las experiencias vividas que escribió por ella Samuel Knapp, el objetivo perseguido según ella era "mejorar las condiciones de vida de los marineros norteamericanos". Abbey Jane Wood era su segunda esposa, con la primera se casó en 1819 y murió, junto con sus dos hijos, mientras estaba realizando el viaje de 1822-1824. Tras quedar viudo, no tardó en casarse con Abbey, tenía 15 años y eran primos.
Hizo la primera escala en las islas Auckland, al sur de Nueva Zelanda, donde esperaba encontrar gran cantidad de focas, pero aquel lugar estaba vacío. Navegó al norte para visitar las islas de Micronesia, donde los tripulantes del Antarctic se vieron envueltos en violentas escaramuzas con los isleños. Uno de estos encuentros acabó en una gran batalla que Morrell describe como una "masacre". Su relato ha sido calificado de fantasioso, ya que se pudo contrastar con una narración más simple y acorde con los hechos que fue realizada por uno de los marineros heridos en la refriega. Sin embargo, esta experiencia no le impidió regresar a esas islas para explotar lo que vio como una excelente oportunidad de negocio. Después de un nuevo enfrentamiento, esta vez con los nativos de Nukuoro, les compró una isla a cambio de cuberterías, baratijas y otros objetos, incluidas las primeras herramientas de metal que habían visto. Su intención era recoger una gran cosecha de biche-de-mer, una babosa de mar comestible y común en esas aguas que alcanzaba un precio elevado en el mercado chino. Tras un breve intervalo de paz, el baluarte de Morrell en la isla fue atacado de nuevo, después de lo cual decidió abandonar la empresa, debido a las "inacabables venganzas e incesantes hostilidades" con la población nativa.
Al regresar a casa, a pesar de la falta de éxito comercial, seguía siendo optimista sobre sus perspectivas de futuro en el Pacífico. "Yo podría, con sólo una modesta cantidad como inversión, abrir una nueva vía de comercio más lucrativa que cualquier otra de las que tiene nuestro país, estaría en mis manos, y solo en las mías, para garantizar así el monopolio". En el párrafo final del relato, dice que estando ausente murieron varios parientes, un suegro, una tía, un hijo de su tía, así como un primo y la esposa de este.

## Últimos años, muerte y reconocimientos

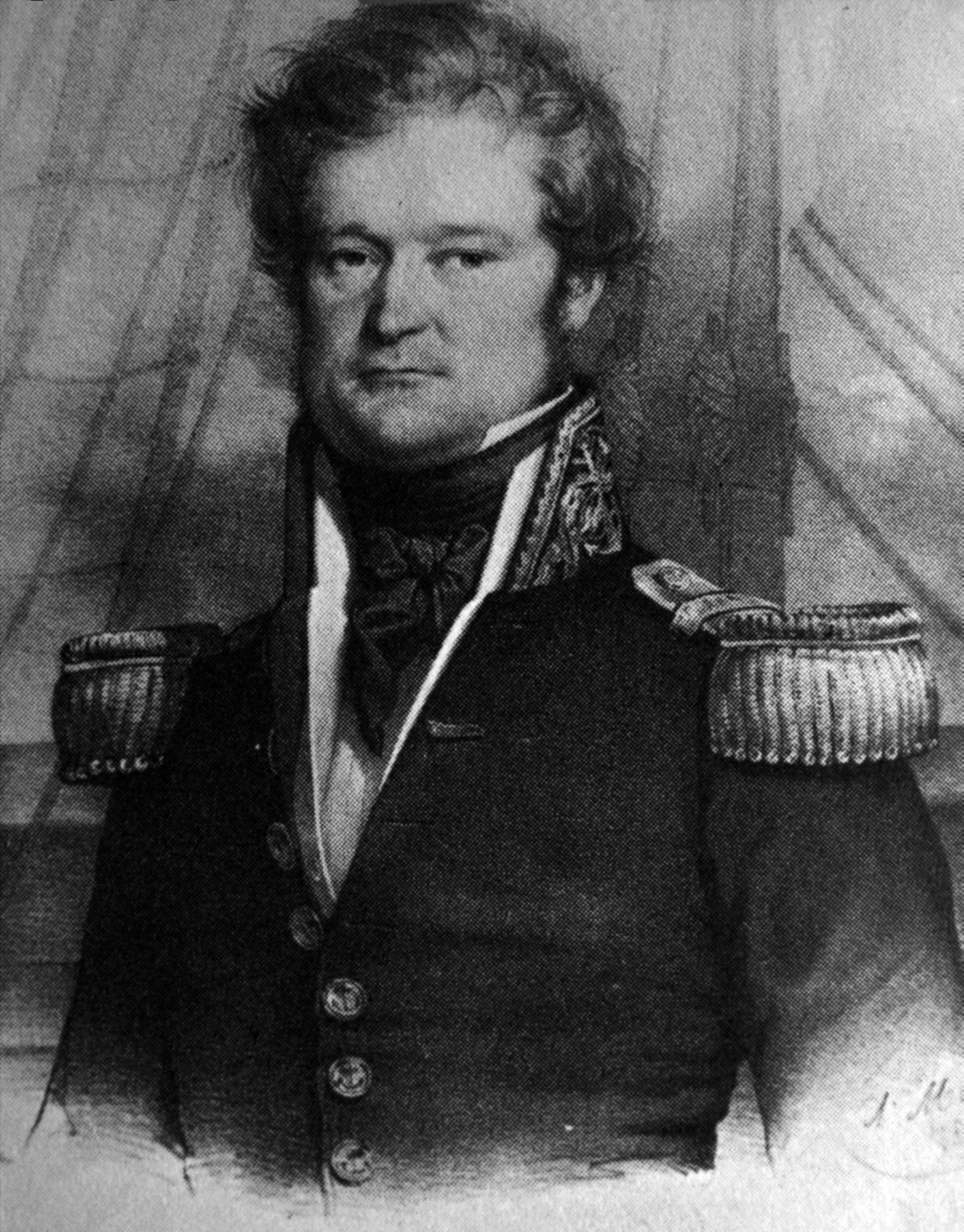
Jules Dumont d'Urville, rechazó una solicitud de empleo de Morrell en 1837.

Tras regresar a Nueva York escribió su Narrative of Four Voyages (Narración de cuatro viajes), un relato detallado de los viajes que realizó en los nueve años anteriores, fue publicado en 1832. El libro está basado en los diarios que había escrito, pero la mayor parte del texto final fue escrito para él por un escritor fantasma llamado Samuel Wordsworth. No se han encontrado referencias de la acogida que tuvo el libro al ser publicado, salvo el comentario del periodista y explorador Jeremiah Reynolds hecho al también explorador Nathaniel Palmer, acerca de que en el relato de Morrell había más poesía que verdad. Sin embargo, unos años más tarde, Edgar Allan Poe se basó en su libro (y en otros relatos de viajes por mar) para escribir en 1838 la obra de ficción La narración de Arthur Gordon Pym.
Continuó con su carrera de marino viajando al Pacífico con la goleta Mary Oakley, este barco naufragó en las costas de Madagascar. A continuación, buscó empleo en navieras londinenses, cuando acudió a la firma Enderby Brothers, Charles Enderby dijo que "había oído hablar tanto de él que prefería no tener con Morrell ninguna relación". Algunos años más tarde, solicitó una plaza en una expedición francesa, dirigida por Jules Dumont D'Urville, para viajar al mar de Weddell, pero de nuevo fue rechazado. Intentó volver al Pacífico en 1839, pero contrajo una fiebre en Mozambique y murió allí, a los 43 o 44 años de edad.
Como un homenaje a la breve exploración que hizo en la Antártida, se le dio su nombre a la isla Morrell, que está en las coordenadas 59°27′S, 27°19′O, es el nombre alternativo para la isla Tule, que forma parte de las islas Tule del Sur, y que es un subgrupo de las islas Sandwich del Sur. Durante el viaje por el Pacífico, descubrió grupos de islas que no figuraban en sus cartas náuticas, considerándolos nuevos descubrimientos les dio nombres de personas relacionadas con Nueva York como Westervelt, Bergh, Livingstone, Skiddy. A uno lo llamó "grupo del joven William" por su hijo. Ninguno de estos nombres aparece en los mapas modernos, el "archipiélago Livingstone" se denomina atolón Namonuito, y el "grupo Bergh" se llama en la actualidad Chuuk.

## Valoración
La figura de Morrell ha dividido la opinión de geógrafos, historiadores y comentaristas. La reputación que tuvo entre sus contemporáneos como "el mentiroso más grande del Pacífico", y el estilo narrativo de Four Voyages, han disuadido a muchos de tomarlo en serio. Otros, sin embargo, han considerado que no se le ha hecho justicia. "Puede haber sido un fanfarrón y un charlatán", escribe Rupert Gould, "pero no hay pruebas de que mintiera deliberadamente". El hecho es, afirma Gould, que el libro contiene una gran cantidad de información precisa y valiosa, como por ejemplo, los datos que aporta sobre el descubrimiento de los depósitos de guano de la isla Ichaboe, que sentaron las bases de una floreciente industria. El hecho de que careciese de un cronómetro, pudo haber contribuido a sus frecuentes errores de posición en la Antártida durante la primera parte del viaje, en un momento del relato escribe sobre él mismo y "su indigencia en cuanto a instrumentos náuticos y matemáticos". Sin embargo, Gould rechaza esta explicación, ya que con frecuencia Morrell habla de los cálculos de posición "por observación", lo que requeriría un cronómetro. Hugh Robert Mill dice que Morrell pudo haber sido impreciso y despreocupado a la hora de registrar bien fechas y lugares, pero "no hay duda alguna de que navegó, y eso lo confirman personas que estaban vivas en la fecha de la publicación del relato". Agrega que un hombre puede ser ignorante y fanfarrón, y aun así hacer un buen trabajo. En coincidencia con el punto de vista del historiador W. J. Mills, dijo que se podían descubrir las pepitas de verdad que hay entre la masa de desinformación aportada por Morrell.
Resulta complicado decidir qué parte del relato de Morrell es creíble, y más teniendo en cuenta que él mismo admite en la introducción del libro, por medio de una nota, que en él incorpora experiencias de otros navegantes. Paul Simpson-Housley sugiere que los detalles de la visita a la isla Bouvet en 1823 pudo haberlos copiado de los registros de una visita realizada en 1825 por el capitán George Norris, las similitudes del relato de Morrell sobre la travesía por el mar de Weddell con la narración hecha por James Weddell, se pueden explicar de un modo parecido. El estilo del libro está descrito por Gould como "simplemente espantoso, similar a los disparates de Carter Andrew Jackson en el periódico del día". Gould excusa a Morrell por ello debido a que considera que sus contemporáneos hubieran querido que escribiese con el estilo "de un patriota [yanqui] nacido libre" y que al no hacerlo así consideraron todo lo que escribió como sospechoso. Hugh Robert Mill califica a Morrell de "intolerablemente vanidoso, un gran fanfarrón y héroe de una novela autobiográfica", pero considera que la narración en sí "es entretenida". Ninguno de estos autores menciona que el libro se lo pudiese haber escrito otro; Gould parece positivamente dispuesto a descartar esa posibilidad.
Por el contrario, W. J. Mills, encuentra que el relato es "serio, trabajado y ameno", y utiliza ese hecho como una prueba que apoya la integridad básica de Morrell: "Todo el estilo del libro sugiere que Morrell en su relato, al menos de forma general, fue honesto". En lo que respecta a los descubrimientos en la Antártida, que son de especial preocupación para Mills, señala que no les dio un énfasis especial. Morrell no parece considerar que la expedición antártica fuese especialmente notable, y el descubrimiento de "Nueva Groenlandia del Sur" no se lo atribuye a sí mismo, sino que se lo acredita al capitán Johnson en 1821. Por último, Jeremiah Reynolds, a pesar de las advertencias de Palmer, incluyó los descubrimientos de Morrell en el Pacífico en el informe al Congreso titulado A Report of in relation to islands, reefs, and shoals in the Pacific Ocean, acerca del que Simpson-Housley dijo que fue seguramente un cumplido para Morrell.